# V1783 Sagittarii
V1783 Sagittarii är en eruptiv variabel av RCB-typ (RCB) i stjärnbilden Skytten. 
Stjärnan har magnitud +10,4 och når i förmörkelsefasen ner under +14,0. 